# Glutarazidurie
Als Glutarazidurie oder Glutarsäurekrankheit bezeichnet man eine Gruppe von Stoffwechselkrankheiten, unterschieden werden die Typen 1 und 2. Glutarazidurie zählt zu den seltenen Krankheiten.

## Glutarazidurie Typ 1
Die Glutarazidurie Typ 1 (Glutaryl-CoA-Dehydrogenase-Defizienz – oder kurz GA1) ist eine angeborene Stoffwechselkrankheit, die den Abbau der Aminosäuren Lysin, Hydroxylysin und Tryptophan betrifft. Ursache sind ererbte Mutationen im Gen, das für das Enzym Glutaryl-CoA-Dehydrogenase codiert.

### Ursachen
Durch den Enzymdefekt können die Aminosäuren Lysin und Tryptophan nicht richtig abgebaut werden und stauen sich daher an. Über verschiedene Zwischenschritte baut der Körper Lysin zu den Stoffwechselprodukten Glutarsäure (GA) und 3-Hydroxyglutarsäure (3OH-GA) um. Diese Stoffwechselprodukte reichern sich in Geweben und Körperflüssigkeiten an und werden beispielsweise auch im Urin ausgeschieden (daher der Name der Erkrankung Glutar-Acid-Urie = ‚Glutarsäure im Urin‘). Für die Entstehung von Krankheitssymptomen wird hauptsächlich 3OH-GA verantwortlich gemacht.
Im Rahmen von sogenannten katabolen Krisen, also Zuständen mit einer Mangelversorgung an Energie, kommt es dann zum Ausbruch von Symptomen. Diese Krisen treten vor allem bei fieberhaften Infekten, Infektionen oder Durchfallserkrankungen auf. Durch den Energiemangel schaltet der Körper auf Katabolismus, das heißt den Abbau körpereigener Eiweiße um. Dabei fällt beim Abbau körpereigener Eiweißmasse auch Lysin an. Dieses kann bei GA1-Patienten nicht richtig abgebaut werden, und der Anstau von GA und 3OH-GA verstärkt sich. Besonders reichern sich diese Stoffwechselprodukte im Gehirn an. Eine Gehirnregion, die hierauf besonders empfindlich reagiert, ist das Corpus striatum, das zu den Basalganglien gehört. Diese Region ist verantwortlich für die Koordination von Bewegungsabläufen im Rahmen der Willkürmotorik. Durch den Anstau vor allem von 3OH-GA kommt es zu einer irreversiblen Schädigung der Nervenzellen im Striatum und letztlich zur Zerstörung dieser Hirnregion.

### Symptome
Vor Ausbruch einer katabolen Krise sind GA1-Patienten in der Regel symptomlos.
Die Folge einer katabolen „encephalopathischen“ Krise ist eine unterschiedlich ausgeprägte Bewegungsstörung, die von leichten motorischen Defiziten bis hin zu schwerster motorischer Behinderung reichen kann. Da die Nervenzellen der Hirnrinde nicht betroffen sind, bleibt den Patienten in der Regel eine normale Intelligenz erhalten, in Einzelfällen sind Lern- oder Teilleistungsschwächen (sogenannten minor cognitive deficits) beschrieben. Des Weiteren gibt es Einzelfallbeschreibungen über erwachsene Patienten, die in der Kindheit keine Symptome hatten, bei denen sich im hohen Erwachsenenalter aber Auffälligkeiten in der weißen Hirnsubstanz gezeigt hatten, ohne dass diese Auffälligkeiten augenscheinliche Probleme bereitet hätten.

### Therapie
Das wichtigste bei der Therapie ist die Erkennung der Erkrankung und Behandlungsbeginn vor dem Ausbruch von Symptomen.
Die Therapie besteht vor allem in der Vermeidung dieser katabolen Krisen. Die Häufigkeit solcher Krisen nimmt mit zunehmendem Alter ab, jenseits des 4.–5. Lebensjahres treten solche Krisen in der Regel nicht mehr auf. Gelingt es also, durch die Therapie den Ausbruch einer Krise bis zum 5. Lebensjahr zu verhindern, bleibt aller Voraussicht nach derzeitigem Kenntnisstand dem Patienten eine motorische Behinderung erspart.
Für die Therapie besonders wichtig ist eine Erkennung der Krankheit vor dem Auftreten einer Krise, das heißt vor dem Auftreten von Symptomen. Essentiell hierfür ist das in Deutschland seit 2003 flächendeckend durchgeführte erweiterte Neugeborenenscreening („erweitert“ bedeutet mit Messung des Acylcarnitinprofiles). Kann hierdurch die Krankheit festgestellt werden, müssen die Patienten dauerhaft in einem Zentrum für Kinder-Stoffwechselmedizin behandelt werden. Die Behandlung besteht in der Einschränkung der Lysin-Zufuhr durch eine Lysin-arme Spezialdiät sowie in der Gabe eines Medikamentes namens Carnitin. Carnitin hat die Funktion, dass sich GA und 3OH-GA an Carnitin koppeln können und so erleichtert über den Urin ausgeschieden werden. Des Weiteren ist in der Therapie ein besonderes Notfallmanagement von besonderer Wichtigkeit. Katabole Zustände wie fieberhafte Infektionen, Durchfall oder ähnliches müssen, wenn sie nicht vermieden werden können, mit einer erhöhten Energiezufuhr behandelt werden. Falls dies nicht über das Trinken von energiereichen Lösungen erfolgen kann, ist die großzügige schnellstmögliche Vorstellung in der nächstgelegenen Kinderklinik notwendig, damit dort hochprozentige Glucoselösung und Carnitin über die Vene als Infusion gegeben werden können.

## Glutarazidurie Typ 2
Der Glutarazidurie Typ 2 liegt ein ererbter Defekt des „Elektrotransfer-Flavoproteins“ oder der „ETF-Cytochrom-Q-Oxidoreduktase“ zu Grunde, biochemisch kommt es dadurch zu einem multiplen Acyl-CoA-Dehydrogenase-Mangel.

### Ursachen
Auf biochemischer Ebene betrifft der Gendefekt neben der Fettsäurenoxidation den Abbau diverser Aminosäuren (beispielsweise Valin, Leucin, Isoleucin, Tryptophan und Lysin).

### Symptome
Neben Gesichts- und Hirnfehlbildungen treten Zysten-Nieren, Epilepsie und Kardiomyopathie bzw. eine Myopathie auf. Krisenhaft kann es zur Ausbildung eines sogenannten Reye-Syndromes kommen, sowie zur metabolischen Azidose, Hypoglykämien. Klinisches Hauptmerkmal der Erkrankung ist eine fortschreitende Enzephalopathie.

### Therapie
Es sind neben dem Vermeiden kataboler Zustände eine fettarme Diät sowie die Gabe von Riboflavin und D3-Hydroxybutyrat versucht worden. Dabei handelt es sich aber um experimentelle Therapieansätze. Gesicherte, kontrollierte Studien zur Behandlung dieser Krankheit liegen zurzeit nicht vor.
Die Erkrankung verläuft nach bisherigem Kenntnisstand bei frühem Beginn meist innerhalb der ersten Lebenswochen tödlich.

## Glutarazidurie Typ 3
Die Glutarazidurie Typ 3, Synonyme sind Glutarazidämie Typ 3 und Glutaryl-CoA-Oxidase-Mangel ist eine Peroxisomale Erkrankung mit vermehrter Ausscheidung von Glutarsäure im Urin. Die Vererbung erfolgt autosomal-rezessiv. Zugrunde liegen Mutationen im C7orf10-Gen auf dem Chromosom 7 an Genort p14.1. Die klinischen Erscheinungen sind sehr variabel, mitunter handelt es sich um Zufallsbefunde.